# Teseo

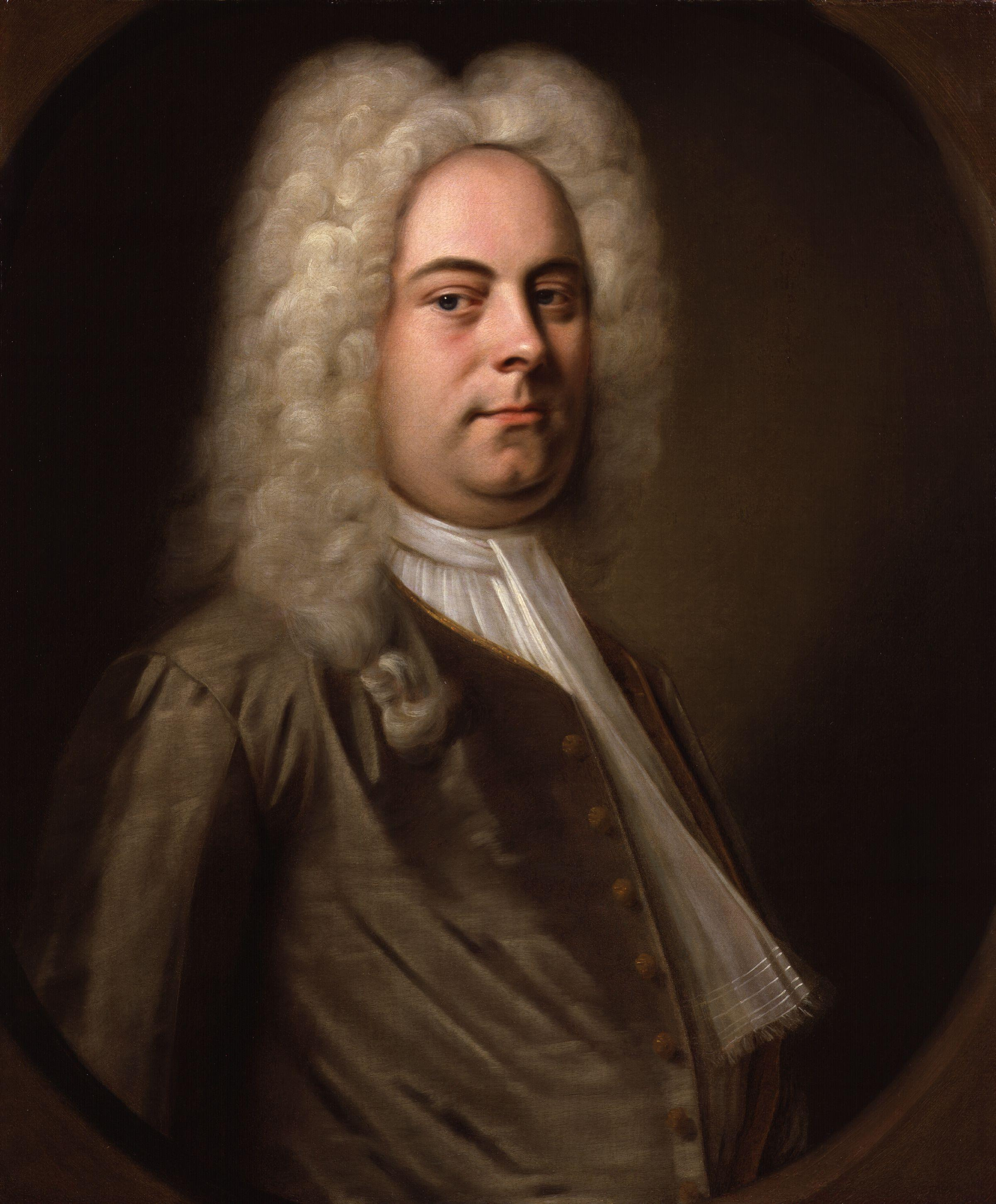
Georg Friedrich Händel

Teseo (Theseus) (HWV 9) är en opera seria i fem akter av Georg Friedrich Händel. Librettot är skrivet av Nicola Francesco Haym och bygger på Philippe Quinaults libretto till Jean-Baptiste Lullys opera Thésée (1675).

## Historia
Med Teseo återvände Händel till den spektakulära operan med dess många scenerier och scenbyten. Librettot var ett försök att omvandla en fransk tragédie lyrique till en italiensk opera seria. Operan var Händels första samarbete med Nicola Francesco Haym och den hade premiär den 10 januari 1713 på The Queen's Theatre, Haymarket, London (senare The King's Theatre).

## Personer
- Teseo (Theseus) (soprankastrat)
- Kung Egeo av Aten (Aigeus) (altkastrat)
- Prinsessan Agilea (sopran)
- Clizia (sopran)
- Arcane (kontraalt)
- Medea (sopran)
- Gudinnan Minervas präst (bas)

## Handling
Teseo, kung Egeos son, har stridit inkognito i fadens armé. Hans plan är att gifta sig med prinsessan Agilea grusas då även fadern har planer på att gifta sig med henne. Fadern har lovat bort Teseo till trollkvinnan Medea som tack för hennes trollkrafter i kriget. Efter diverse strider ger Medea upp kampen om Teseo och lämnar Aten i ett moln av åska och blixtar.